# Amitava Bhattacharjee
Amitava Bhattacharjee (* 1955) ist ein indisch-US-amerikanischer Astrophysiker und Plasmaphysiker und Hochschullehrer an der Princeton University.
Bhattacharjee studierte am Indian Institute of Technology in  Kharagpur mit dem Bachelor-Abschluss 1975, an der University of Michigan (Master of Science 1976) und der Princeton University, an der er 1979 einen Master-Abschluss (M.A.) erwarb und 1981 promoviert wurde. Danach war er am Princeton Plasma Physics Laboratory (PPPL) des Department of Energy, einem der weltweit führenden Zentren für Plasmaphysik, wo er von 2012 bis 2021 Leiter der Theorieabteilung war. Er lehrte gleichzeitig an der University of Iowa (1993 bis 2002), an der  University of New Hampshire (2003 bis 2012, Paul Professor of Space Science), an der Columbia University (1984 bis 1993) und zuletzt an der Princeton University (Professor für Astrophysik).
Er leitet ein Projekt der Simulation eines vollständigen magnetisch eingeschlossenen Plasmas in einem Fusionsreaktor auf Supercomputern (Whole Device Modeling Application, WDMApp). Außerdem spielt er eine führende Rolle in einem Projekt der Simulation von Stellarator-Plasmen mit ihren kompliziert verdrehten Formen, das von der Simons Foundation unterstützt wird und in der die Princeton University mit internationalen Institutionen zusammenarbeitet (Simons Collaboration on Hidden Symmetries and Fusion Energy). Er ist Gründungsdirektor des Princeton-Zentrums für Sonnenphysik (Princeton Center for Heliophysics), das Plasmen im Sonnensystem untersucht, und Direktor des Max Planck Princeton Center, eine Zusammenarbeit der Princeton-Universität mit dem Max-Planck-Institut für Plasmaphysik, das Untersuchungen zur Plasmaphysik in Labor, (nahem) Weltraum und in der Astrophysik untersucht.
Er war Fulbright-Stipendiat und Gastprofessor an der École polytechnique in Paris. Er ist Fellow der American Physical Society (APS), der American Association for the Advancement of Science und der American Geophysical Union. Er stand der Abteilung Plasmaphysik der APS vor und war Gründungsvorstand der Gruppe Plasma-Astrophysik der APS.
Für 2022 erhielt er den James-Clerk-Maxwell-Preis für Plasmaphysik für bedeutende theoretische Untersuchungen einer breiten Palette grundlegender Plasma-Prozesse, einschließlich magnetischer Rekonnexion, magnetohydrodynamischer Turbulenz, Dynamo-Wirkung und staubigen Plasmen, und für Pionierbeiträge zur Verbindung von Laborplasmen mit Plasmen im Weltraum und in der Astrophysik (Laudatio).

## Schriften (Auswahl)
- mit Donald Gurnett: Introduction to Plasma Physics: With Space, Laboratory and Astrophysical Applications, Cambridge UP 2017